# Minúscula 13
Minúscula 13 (en la numeración Gregory-Aland), e 368 (Soden) es un manuscrito griego en minúsculas del Nuevo Testamento en pergamino. Es datado en el siglo XIII. El manuscrito tiene lagunas. El texto del manuscrito es importante para la crítica textual. Tiene marginalia y fue adaptado para el uso litúrgico.

## Descripción
El códice contiene el texto de los cuatro Evangelios en 170 hojas de pergamino (23.9 cm por 18.2 cm), con algunas lagunas (Mateo 1:1-2:20; 26:33-52; 27:26-28:9; Marcos 1:20-45; Juan 16:19-17:11; 21:2-25). El texto está escrito en dos columnas por página, 28-30 líneas por página, en letras minúsculas. Según Scrivener, «no está escrito correctamente».
El texto de los Evangelios está dividido de acuerdo a los κεφαλαια (capítulos), cuyos números se colocan al margen del texto, y sus τιτλοι (títulos) en la parte superior de las páginas. También hay otra división de acuerdo con las más pequeñas Secciones Amonianas (en Marcos, 234 secciones; la última en 16:9). No tiene referencias a los Cánones de Eusebio.
Contiene las tablas de los κεφαλαια (tablas de contenido) antes de cada Evangelio, marcas del leccionario en el margen (para uso litúrgico), Synaxarion, Menologio y suscripciones al final de cada Evangelio. En las suscripciones se dan los números de ρηματα y números de στιχοι. De acuerdo con las suscripciones del Evangelio de Mateo fue escrito en hebreo, Marcos en latín, y Lucas en griego. Las suscripciones afirman que Mateo fue escrito en hebreo ocho años después de Ascensión del Señor, y contiene 2522 ρηματα y 2560 στιχοι; Marcos, en latín diez años después de la Ascensión, con 1675 ρηματα y 1604 στιχοι; Lucas, en griego quince años después, con 3803 ρηματα y 2750 στιχοι; y Juan, treinta y dos años después, con 1838 ρηματα.
Según Ferrar, el manuscrito tiene 1523 errores de itacismos y otros errores, pero no más que en otros manuscritos de la época. La letra ο se escribe frecuentemente por ω, ου es escrita una vez por υ (en Mateo 25:9).
El texto de la perícopa de la adúltera (Juan 7:53-8:11) está después de Lucas 21:38. El texto de Mateo 16:2b-3 (signos de los tiempos) se omite. Lucas 22:43-44 (la agonía de Cristo en Getsemaní) se coloca después de Mateo 26:39.

## Texto
El texto griego del códice es representativo del tipo textual cesariano. Pertenece a la familia textual conocida como familia 13, o grupo Ferrar. Fue verificado con el Perfil del Método de Claremont. Según Kurt y Barbara Aland coincide 150 veces con el texto bizantino contra el original, 31 veces con el original contra el bizantino, y 71 veces concuerda con ambos. Tiene también 54 lecturas independientes o distintivas. Los Aland colocaron el texto del códice en la Categoría III.
Los manuscritos del grupo Ferrar derivan de un ancestro uncial, situado en el sur de Italia (Calabria) o Sicilia en el siglo VII.
En Mateo 1:16 tiene la misma lectura textual como el Codex Coridethianus, el Curetoniano siríaco, y el resto de los manuscritos de la familia Ferrar.
En Juan 12:5 lee διακοσιων por τριακοσιων junto con otros manuscritos de la familia 13 y 1424.

## Historia

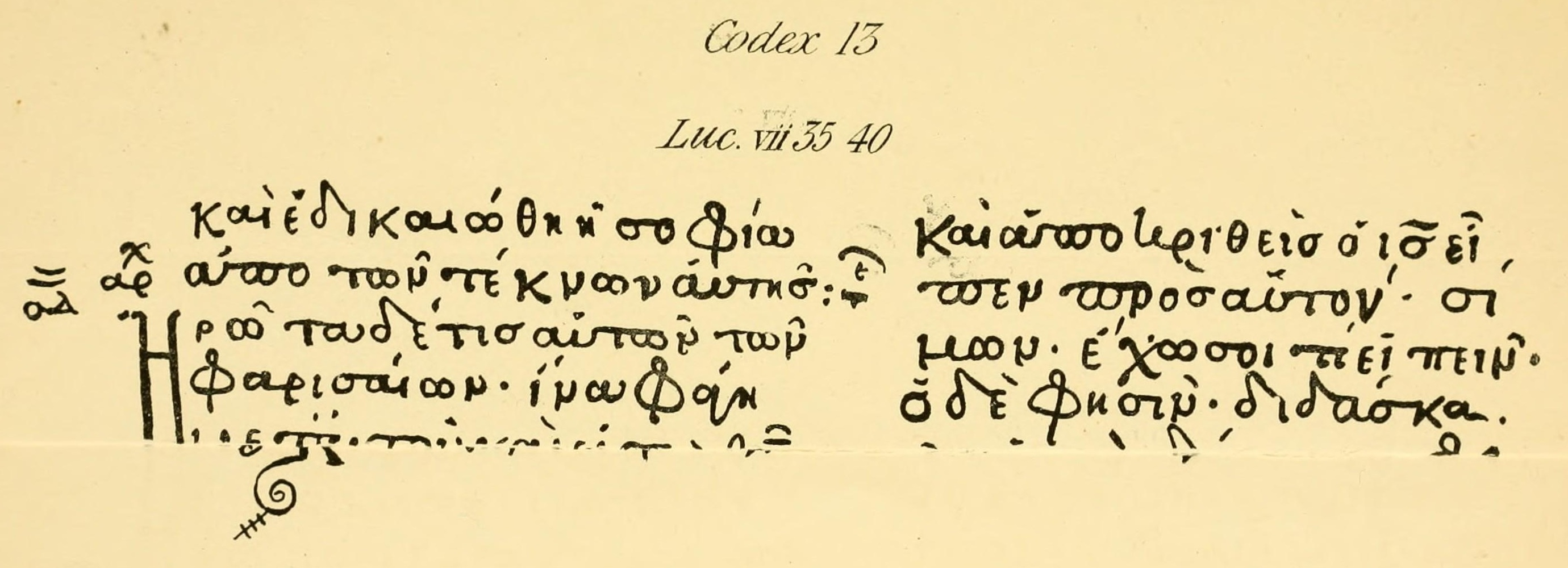
Facsímil de Abbot con el texto de Lucas 7:35-40.

Se cree que el manuscrito fue escrito en Calabria o Sicilia.  Actualmente el manuscrito está fechado por el INTF por motivos paleográficos en el siglo XIII.
Estuvo en manos privadas, y perteneció al arzobispo de Reims, Le Tellier (1671-1710) (junto con los códices 10, 11). Fue utilizado por Kuster en su edición del Novum Testamentum de Mill (París 6).
Fue añadido a la lista de los manuscritos del Nuevo Testamento por Wettstein, quien le dio el número 13. Este número es todavía en uso.
Fue examinado y descrito por Wettstein, Griesbach, Birch, Paulin Martin, W. H. Ferrar, J. Rendel Harris, Kirsopp Lake y muchos otros paleógrafos y críticos textuales. C. R. Gregory vio el manuscrito en 1884.
Griesbach apreciaba mucho el texto de este manuscrito.
Fue recopilado en 1868 por W. H. Ferrar, y publicado póstumamente por T. K. Abbott en el libro A Collation of Four Important Manuscripts of the Gospels [Una Compilación de Cuatro Manuscritos Importantes de los Evangelios]. Ferrar consideró a los códices 13, 69, 124, 346 como transcripciones del mismo arquetipo.
El códice se encuentra actualmente en la Bibliothèque nationale de France (Gr. 50) en París.

## Lectura adicional
- W. H. Ferrar (1877). A Collation of Four Important Manuscripts of the Gospels. Editado por T. K. Abbott. Dublín.
- J. Rendel Harris (1893). On the Origin of the Ferrar Group. A lecture on the genealogical relations New Testament mss. Cambridge.
- Kirsopp Lake y Silva Lake (1941). Family 13 (The Ferrar Group). The Text According to Mark with a Collation of Codex 28 of the Gospels. Studies and Documents XI. Londres.
- J. Geerlings (1961). Family 13 and EFGH. Apéndice A de Studies and Documents XIX. Salt Lake City.